# بيقية نربونية
البيقية النربونية أو البيقية الفرنسية أو الكاكوز (في العراق) أو الكرفالة في المغرب نوع نباتي يتبع جنس البيقية من الفصيلة البقولية. اسمه العلمي (باللاتينية: Vicia narbonensis).

## الموئل والانتشار
موطنها حوض البحر الأبيض المتوسط بما فيه المشرق العربي ووادي النيل والمغرب العربي وجنوب أوروبا.

## الوصف النباتي
نبات عشبي. الساق مربعة وموبرة. الورقة ريشية مركبة تنتهي بمحلاق. الوريقات موبرة ذات نتوءات على حوافها. الأزهار خمرية غامقة (انظر الصورة). الثمرة قرن.

## البيئة والإنتاج
تعد البيقية النربونية إحدى البقوليات العلفية المتحملة للجفاف. قُيد إنتاج الموسم الزراعي 1998/99 في غربي آسيا بهطل مطري متدن وفترات طويلة من الجفاف. فقد بلغ الهطل المطري 197 مـم في بريدة (سورية)، و243 مـم في كفردان، و292 مـم في تربل (لبنان)، ولم يشكل هذا الهطل سوى 58، و65، و55%، على التوالي، من المعدل طويل الأجل. وقد أعطت السلالات المحسنة من البيقية النربونية (Vicia narbonensis) أكثر من 1.8 طن/هـ من البذور، و4.5 طن/هـ من التبن، تحت هذه الظروف المناوئة. وهذه الغلة أعلى بكثير من غلة البقوليات الأخرى؛ فعلى سبيل المثال، بلغ إنتاج العدس 0.5 طن/هـ من البذور تحت ظروف بريدة.
وأكّدت النتائج التي تمّ الحصول عليها من مقاطعة غانسو في الصين تكيّف البيقية النربونية مع المنطقة. فقد تجاوز إنتاجها 1.3 طن/هـ من البذور تحت ظروف الجفاف. وفي السعودية، وتحديدًا في ديراب بالقرب من مدينة الرياض، أبدت السلالة المنتخبة Vicia narbonensis Sel. #2380 قدرة كبيرة على التكيّف. أما في قبرص، وعقب خمس سنوات من اختبار سلالات التربية، اعتمد البرنامج الوطني السلالة IFLVN568 كصنف مناسب للزراعة في المناطق الجافة.
تُظهِر هذه النتائج أن البيقية النربونية تُعتبر محصولاً بقولياً يمكن الاعتماد عليه حيث لايُكتب النجاح للبقوليات الأخرى. وتحتوي بذوره على حوالي 30% من البروتين، الذي يحتوي على تركيبة من الأحماض الأمينية تعادل تقريباً تلك الموجودة في فول الصويا. فهي تعتبر مصدراً جيداً للأعلاف الغنية بالبروتين التي تُقدم للدواجن. ويمكن لهذا المحصول أن يزيد الإنتاج العلفي ودخل المزرعة بشكل كبير عند إدخاله في دورة زراعية مع الشعير، لا سيّما في المناطق التي أضحت فيها زراعة الشعير كمحصول وحيد أكثر شيوعاً، نظراً للضغط الذي تتمّ ممارسته على الأراضي المتوافرة، الأمر الذي يؤدي إلى تدني غلة الشعير.